# Comment survivre aux week-ends
Comment survivre aux week-ends est à l'origine une websérie québécoise en 52 épisodes de 5 à 10 minutes chacun, diffusée sur le site internet du magazine Clin d'œil entre mai 2009 et juillet 2012.
Les trois premières saisons ont été éditées en série télévisée de dix épisodes de 23 minutes et diffusée entre le 26 septembre et le 28 novembre 2011 sur le réseau TVA.

## Distribution

### Acteurs principaux
- Élizabeth Duperré : Sofie
- Amélie B. Simard : Marie
- Catherine Yale : Anaïs
- Simon Rousseau : Éric
- François Bernier : Alexis
- Yan Rompré : Julien
- Pierre-Luc Brillant : Hugo
- Francis Ducharme : Étienne
- Jean-Pierre Bergeron : Franco
- Bénédicte Décary : Maude
- Denis Fortin : Bobby
- Pierre-François Legendre : Date
- Éric Bruneau
- Danielle Ouimet
- Annette Garant

## Fiche technique
- Auteurs : Olivier Aghaby et Isabelle Laperrière
- Réalisateur : Olivier Aghaby
- Productrice exécutive : Ginette Viens
- Productrices déléguées : Corinne Bourgault et Suzanne Roy
- Société de production : TVA Création
- Musique : Paul-Étienne Côté

## Épisodes

### Première saison web (2009)
1. Comment survivre…
2. à un méchant trou de #$!$#%#$
3. à l'attaque d'une ex ?
4. à l'amitié gars-fille ?
5. à un "ça ne fonctionnera pas ce soir" ?
6. à sa belle-mère ?
7. à un blind date ?
8. un trop beau pour être vrai ?
9. aux mensonges ?
10. à une mini-dépression ?
11. à un gars en couple ?
12. à son couple ?
13. Comment survivre…

### Deuxième saison web (2010)
1. Nouveaux départs?
2. Servir et protéger
3. Les Beaux dimanches
4. Retour d'ascenseur
5. Avec des bonbons dessus
6. Je ne sais pas comment te dire ça…
7. P.S.
8. Directions opposées
9. Make up sex
10. Parc Lafontaine
11. J'ai peur
12. Miroir, miroir
13. À la prochaine

### Troisième saison web (2011)
1. Il ne pouvait pas faire ça
2. Les Robes
3. La Dépanneuse
4. L'Homme idéal
5. Journal intime
6. Les filets
7. Hot dog et hasard
8. Aller…
9. …Retour
10. M pour Marie
11. À la bonne place
12. Chips au ketchup
13. Pow Pow t'es mort!

### Saison télé (2011)
Les épisodes des trois premières saisons ont été édités en dix épisodes et diffusés sur le réseau TVA.

### Quatrième saison web (2012)
Une quatrième saison de webisodes est disponible depuis mai 2012.
1. Pour le meilleur et pour le pire?
2. Et ma passion, à moi?
3. Une journée en montagnes russes…
4. Je l'haîs!!!
5. Roulette russe
6. Ce soir on danse!
7. Ah, l'amour!
8. Ma passion à moi
9. Ailleurs
10. Les Malheurs de Sofie
11. Chacune pour soi
12. Revoir la fin
13. La Croisée des chemins